# Inaguasternkolibri
Der Inaguasternkolibri (Nesophlox lyrura, Syn.: Calliphlox evelynae lyrura, Doricha lyrura, Philodice evelinae lyrura) ist eine Vogelart aus der Familie der Kolibris (Trochilidae), die endemisch auf den Inagua vorkommt. Der Bestand wird von der IUCN als „nicht gefährdet“ (least concern) eingeschätzt. Die Art gilt als monotypisch.

## Merkmale
Der Inaguasternkolibri erreicht eine Körperlänge von etwa 7,8 bis 8,2 cm bei einem Gewicht von ca. 2,1 bis 2,6 g. Im Gegensatz zum früher als konspezifisch betrachteten Bahamasternkolibri hat das Männchen einen metallisch rötlich-violetten vorderen Oberkopf. Das Männchen hat einen leicht gebogenen Schnabel. Der Rücken schimmert grün. Hinter dem Auge (postokular) liegt ein kleiner weißer Fleck. Kinn und Kehle glitzern metallisch rötlich violett, die Brust ist weiß. Der rötlichbraune Bauch hat grünliche Beimischungen. Die hinteren Flanken sind rötlichbraun. Beim stark gegabelten Schwanz sind die äußeren leierförmig Steuerfedern grün, der Rest mit teils zimtfarbenen Innenfahnen. Im Schlichtkleid wird die Färbung der Kehle durch ein blasses Grau ersetzt. Das Weibchen besitzt eine dumpf grüne Oberseite und ebenfalls einen weißen postokularen Fleck. Kinn und Kehle sind hellgrau mit kleinen grünen Flecken. Die Brust ist weißlich, der Bauch rötlichbraun. Der Schwanz ist im Gegensatz zum Männchen abgerundet, wobei die zentralen Steuerfedern grün, die anderen zimtfarben mit einem breiten schwarzen subterminalen Band sind. Die Flügel sind minimal kleiner als beim Bahamasternkolibri. Juvenile Männchen haben schmale, hell gelbbraune Flecken auf der Oberseite, eine hellgraue bis dunkel zimtfarbene Kehle mit Linien und dunklen Flecken und typischerweise einige magentafarbene Flecken. Beim gegabelten Schwanz sind die äußeren Steuerfedern etwas länger, überwiegend schwärzlich mit nur wenig Zimtfarbe an der Basis sowie kleineren zimtfarbenen Flecken. Junge Weibchen haben ebenfalls helle, gelbbraune bis graue Flecken auf der Unterseite, hellere zimtfarbene Seiten ohne grüne Flecken sowie einen helleren zimtfarbenen Schwanz.

## Verhalten und Ernährung
Der Inaguasternkolibri besucht zur Nektaraufnahme die zu den Kordien gehörende Art Cordia sebastina, die Echte Aloe (Aloe vera), die Papaya (Carica papaya), Passionsblumen, Opuntien, Bougainvillea und andere nicht identifizierte Pflanzen. Zumindest die Weibchen ernähren sich insbesondere während der Brutsaison auch von Insekten. Beide Geschlechter verteidigen kleinere Territorien von 2 Quadratmetern rund um nektarreiche Nahrungsquellen wie Echte Aloe.

## Lautäußerungen
Der Gesang des Inaguasternkolibris ist sehr leise und wirkt relativ einfach. Dieser klingt ähnlich wie nasse, quietschende Schuhe. Dabei ist er deutlich kürzer als beim Bahamasternkolibri.  Er wird entweder von einer Sitzposition aus oder im Pendelgesang vorgetragen. Die Gesangsphrasen bestehen aus einer einzigen, paarweise vorgetragenen Silbe a mit breiter Frequenz und wird ein- bis viermal wiederholt. Beide Geschlechter geben bei agonistischen Verhalten wie Verfolgungsjagden und Kämpfen auch laute Schimpfrufe von sich. Diese Rufe sind sowohl in der Länge als auch im Muster der Silben und Phrasen sehr variabel, bestehen aber in erster Linie aus zwei Silben mit der Phrase abb. Diese werden in variabler Anzahl wiederholt oder bestehen einfach aus einer einzigen a-Silbe, gefolgt von einer variablen Anzahl von b-Silben. Die Grundfrequenz seiner Chip-Rufe und der Schimpflaute liegt in einer Bandbreite von 1,5 bis 3 Kilohertz.

## Fortpflanzung
Die Brutbiologie des Inaguasternkolibris ist nicht gut erforscht. Vermutlich ist seine Hauptbrutzeit im Mai. Ein Weibchen wurde Anfang April bei der Nestpflege auf Little Inagua beobachtet. Neuere Daten deuten darauf hin, dass die Art hauptsächlich um den Oktober herum brütet. Dabei bauen sie ein kleines, kelchförmiges Nest aus Pflanzenfasern und Spinnweben, das sie mit baumwollähnlichen Materialien ausschmücken. Die Außenseite wird mit kleinen Baumrindestücken dekoriert. Das Nest bauen sie in den Verästelungen kleiner Zweige oder am Ende der Zweige in Höhen zwischen einem und drei Metern.

## Verbreitung und Lebensraum

Verbreitungsgebiet des Inaguasternkolibris (grün)

Die Art kommt praktisch in allen Lebensräumen auf den Inseln Great Inagua und Little Inagua vor. Dies beinhaltet Dünengestrüpp, Süßwasserzonen, Gärten und Parks. Sie fehlt aber möglicherweise zumindest in der Trockenzeit in den Mangrovengebieten. Die Nutzung seines Lebensraums scheint saisonal zu variieren. Nahrungsknappheit in der Trockenzeit im Februar führt die Art in die städtischen Gärten mit reichlich Blumenangebot. Im Gegensatz dazu findet man während der Regenzeit im Oktober, wenn sie brütet, in Matthew Town, der bedeutendsten Stadt auf Great Inagua, nur sehr wenige Exemplare.

## Etymologie und Forschungsgeschichte
Die Erstbeschreibung des Inaguasternkolibris erfolgte 1869 durch John Gould unter dem wissenschaftlichen Namen Doricha lyrura. Das Typusexemplar bekam Gould von James Walker (1809–1885). 1910 führte Robert Ridgway die neue Gattung Nesophlox ein. Dieses Wort leitet sich vom griechischen νησος nēsos für „Insel“ und φλοξ, φλογος phlox, phlogos für „Flamme, Feuer“ ab. Der Artname lyrura ist ein griechisches Wortgebilde aus λυρα lyra für „Leier“ und -ουρος, ουρα -ouros, oura für „-schwänzig, Schwanz“.
Bis 2015 galt der Inaguasternkolibri als Unterart des Bahamasternkolibris, wurde aber vom North American Classification Committee (NACC) auf Grundlage neuer Daten zur Morphologie, zu Stimme und Gesang, zum Balzverhalten und zur Genetik zur eigenen Art aufgewertet.